# ميخائيل شيفر
ميخائيل شيفر (بالدنماركية: Michael Schäfer)‏ هو مدرب كرة قدم ولاعب كرة قدم دنماركي في مركز الوسط، ولد في 25 يناير 1959 في Rødovre ‏ في الدنمارك. شارك مع منتخب الدنمارك تحت 21 سنة لكرة القدم ومنتخب الدنمارك لكرة القدم. أما مع النوادي، فقد لعب مع نادي لينغبي.

## وصلات خارجية
- ميخائيل شيفر على موقع قاعدة بيانات كرة القدم.إي يو (الإنجليزية)
- ميخائيل شيفر على موقع ناشيونال فوتبول تيمز (الإنجليزية)